# STS-39
STS-39 (ang. Space Transportation System) – dwunasta misja wahadłowca kosmicznego Discovery i czterdziesta programu lotów wahadłowców. Była to pierwsza misja wojskowa wahadłowca, która nie została utajniona.

## Załoga[2]
- Michael Coats (3)*, dowódca
- Blaine Hammond (1), pilot
- Guion „Guy” Bluford (3), specjalista misji 3
- Gregory Harbaugh (1), specjalista misji 1
- Richard Hieb (1), specjalista misji 5
- Donald McMonagle (1), specjalista misji 2
- Charles „Lacy” Veach (1), specjalista misji 4

*(liczba w nawiasie oznacza liczbę lotów odbytych przez każdego z astronautów)

## Cel misji
Wojskowa misja wahadłowca, której celem było przede wszystkim prowadzenie eksperymentów – m.in. umieszczenie na orbicie, a następnie przechwycenie satelity IBSS (Infrared Backgroung Signature Survey). Jedynym ładunkiem, którego misję utajniono był Multi-Purpose Experiment Canister (MPEC).

## Parametry misji
- Masa: 
  - startowa orbitera: 112 206 kg
  - lądującego orbitera: 95 940 kg
  - ładunku: 9712 kg[1]
- Perygeum: 248 km[1]
- Apogeum: 263 km[1]
- Inklinacja: 57,0°[1]
- Okres orbitalny: 89,6 min[1]

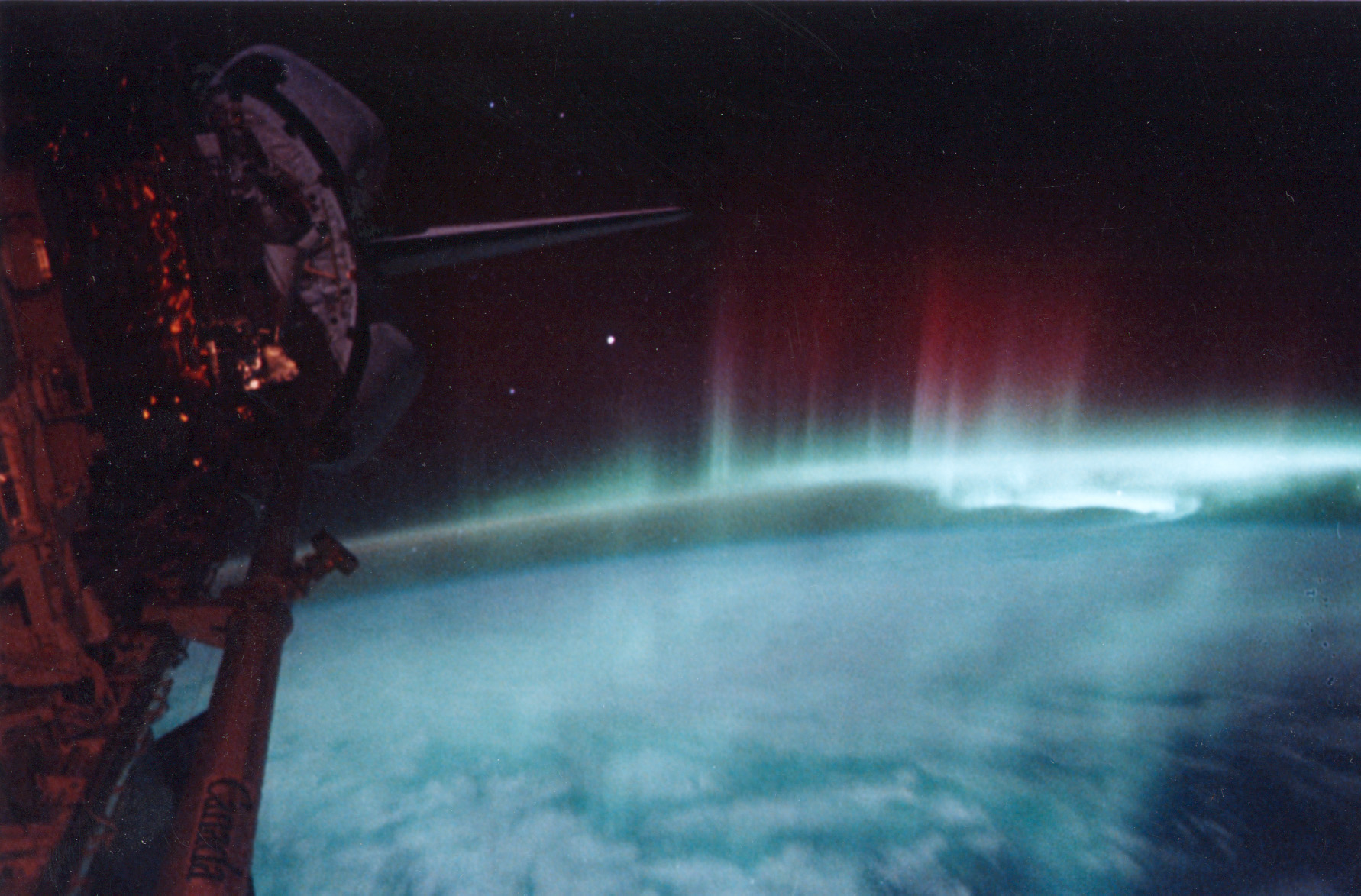
Zdjęcie zorzy polarnej wykonane w czasie misji STS-39